# Wet za wet (film)
Wet za wet (oryg. Tin Men) – film z 1987 roku w reżyserii Barry’ego Levinsona.

## Obsada
- Danny DeVito – Ernest Tilley
- Richard Dreyfuss – Bill BB Babowsky
- Deirdre O’Connell – Nellie
- Richard Portnow – Carly
- Stanley Brock – Gil
- Alan Blumenfeld – Stanley
- Jackie Gayle – Sam
- John Mahoney – Moe Adams
- Barbara Hershey – Nora Tilley
- Bruno Kirby – Mouse
- Seymour Cassel – Cheese
- J.T. Walsh – Wing